# Taweret

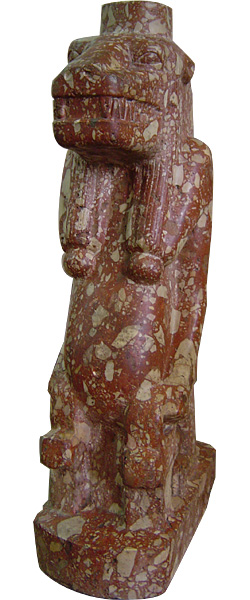
Taweret

Taweret vagy Tauret ókori egyiptomi istennő, az asszonyok, terhes anyák és gyermekek gyámolítója. Vízilótestű, krokodilfejű, oroszlánmancsokon álló alakban ábrázolták, amint a védőerővel rendelkező mágikus hurokra, az ankhra támaszkodik. Nevének jelentése: „a nagy”; görögösen Thouérisz.

## Amulettje
A terhes asszonyok amulettként viselték képmását. Szülés közben is védelmet tulajdonítottak neki. Taweret a termékenység szimbóluma is. Gyakran a Sa amulettel ábrázolták, mely a védelem szimbóluma.
Karnakban templomot emeltek tiszteletére.

## Fordítás
Ez a szócikk részben vagy egészben  a   Taouret című francia Wikipédia-szócikk fordításán alapul.  Az eredeti cikk szerkesztőit annak laptörténete sorolja fel. Ez a jelzés csupán a megfogalmazás eredetét és a szerzői jogokat jelzi, nem szolgál a cikkben szereplő információk forrásmegjelöléseként.